# Aeropuerto de Akureyri
El Aeropuerto de Akureyri (en islandés: Akureyrarflugvöllur) (IATA: AEY, OACI: BIAR) está ubicado en Akureyri, al norte de Islandia. El aeropuerto realiza operaciones de vuelos de cabotaje, y solo opera una ruta internacional, que enlaza con Copenhague, a cargo de la compañía Iceland Express.
No dispone de conexiones con transporte público, aunque hay taxis disponibles. La empresa Flugstoðir es la que opera el aeropuerto.

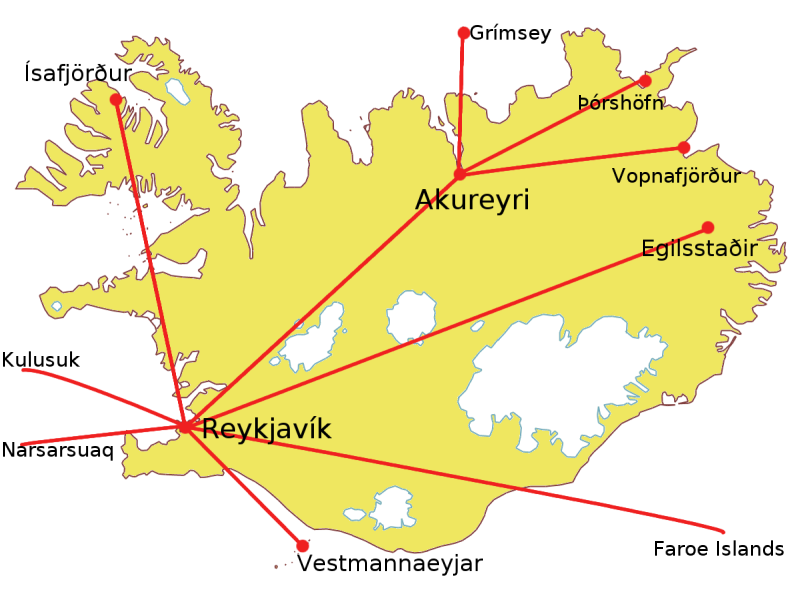
Destinos de la compañía Air Iceland.

## Aerolíneas y destinos
Air Iceland opera vuelos a Grímsey, Reikiavik, Keflavík, Þórshöfn y Vopnafjörður, Iceland Express a Copenhague en ciertos periodos del año y Icelandair a Keflavík.

## Estadísticas
Ver fuente y consulta Wikidata.